# Ростом (царевич Картли)
Ростом (груз. როსტომი) или Рустам-хан (перс. خان جودکي‎; ум. 8 марта 1722) — грузинский царевич (батонишвили), из рода Багратионов-Мухранских, боковой ветви царской династии Багратионов, правившей в Картли, а также военачальник на службе у иранских Сефевидов. Он погиб, сражаясь с афганскими повстанцами в битве при Гулнабаде.

## Происхождение
Ростом был внебрачным сыном картлийского царя Левана от неизвестной наложницы. Он был единокровным братом трёх картлийских царей: Кайхосро, Вахтанга VI и Иессея, а также католикоса-патриарха Грузинской православной церкви Доментия IV. Карьера Ростома, как и многих его родственников, определялась политической гегемонией сефевидского Ирана над Картли. Он провёл много лет вдали от своей родины, входя в сефевидскую элиту, с которой он также был связан родством: Ростом был женат на дочери Фатха-Али Хана Дагистани, бывшего великим визирем Ирана с 1716 по 1720 год.

## Сефевидский военачальник
К должностям, который Ростом занимал на службе у Сефевидов, относились даруга столицы Исфахана в 1709 году, хан Кермана в 1717 году и коллар-агаси шахских элитных гулямских полков в 1717 году. В этом качестве он участвовал в войнах с афганцами, в которых также погибли дядя Ростома Георгий XI (Наваз-хан), его сводный брат Кайхосро и двоюродный брат Александр.
Ростом отличился в битве с афганскими повстанцами во главе с Махмудом Хотаки под Гулнабадом, недалеко от Исфахана, произошедшей 8 Марта 1722 года. Великий визирь Мухаммед-Кули-Хан Шамлу призвал к терпению свои войска и избегал ожесточённой битвы, стремясь прежде привести оборону столицы в состояние должной готовности. Ростом, командовавший правым крылом войск Сефевидов, успешно атаковал левое крыло афганцев. Тем временем арабская конница армии Сефевидов, соблазнившись возможностью разграбить афганский обоз, отклонилась от поля битвы, и великий визирь также не смог продвинуться вперед со своими основными войсками. Махмуд-шах перегруппировал свои силы и окружил людей Ростома, которые сражались с отчаянной храбростью, пока не были полностью уничтожены. Отступая Ростом упал, когда его лошадь споткнулась в грязи. Афганский воин ударил его цепом, а другие несколько раз пронзили его своими копьями, добив его.
Поражение в этой битве привело к падению династии Сефевидов. Напрасно осаждённый шах Солтан Хусейн призывал картлийского царя Вахтанга VI прийти ему на помощь. После шестимесячной осады Исфахан пал под натиском армии Махмуда, и афганский вождь занял шахский трон.